# Сырец (приток Днепра)
Сыре́ц (Сыре́цкий руче́й, укр. Сире́ць, Сире́цький струмо́к) — речка, впадающая в Кирилловское озеро, из которого вытекает правый приток Днепра Почайна. Протекает по территории Киева.

## Гидроним
Название «Сырец» происходит от слова «сырой» и связано с тем, что ручей тёк в основном по сырым, заболоченным местам, с большим количеством источников.

## География
Начинается возле станции метро «Святошин» (сейчас спрятан под землёй, вытекает из трубы возле станции метро «Нивки»), впадает в одно из озёр системы Опечень, вблизи станции метро «Оболонь». Эти озёра соединены коллектором с Днепром, немного ниже Северного моста. Сырец имеет левый приток Куриный Брод, который протекал по Куренёвке, а сейчас практически весь убран в коллектор. Притоком Куриного Брода является ручей Западинка (Западинский), по имени которого названа улица Западинская.
Длина реки составляет около 9 км, площадь бассейна 13 км², нижняя часть проходит по равнинной Оболони. Большая часть речки протекает в бетонном жёлобе, защищающем берега от размытия. В парке Сырецкий гай в реку впадает ручей Брод, что южнее Сырецкой улицы. Недалеко от перекрёстка улиц Сырецкой и Ольжича Сырец уходит под землю в коллектор.
Питается атмосферными водами и многочисленными родниками. Большинство из них имеют хорошую питьевую воду, особенно родник, который вытекает в овраге возле железнодорожной платформы «Рубежовский».
Сохранилось 9 озёр-прудов: в Дубовой роще, парке «Нивки» и Сырецком дендропарке.

## История
Впервые название «Сырец» упоминается в 1381 году. Так называлось село, которое киевский князь Владимир Ольгердович подарил Доминиканскому монастырю.
Права монастыря подтверждались грамотой Александра (Олелька) Владимировича 1411 года, и более поздними.
Некоторые историки связывают Сырец с летописной рекой Сетомль, в которой многие печенеги утонули при бегстве после разгрома Ярославом Мудрым в 1036 году.
Иногда первое упоминание относят к 1240 году, ссылаясь на дарственную грамоту князя Романа Галицкого Киево-Печерской лавре. Однако в настоящее время эта грамота считается подделкой, изготовленной, вероятно, в конце XVI — начале XVII века.
В XVII—XVIII веках на берегах речки Сырец начали появляться небольшие хутора, вдоль реки были организованы многочисленные запруды. На реке стояло 16 водяных мельниц, несколько из них действовали до конца XIX века. В первой половине XIX века урочище Сырец было включено в городскую черту Киева.
В начале XX века, до Первой мировой войны началось проектирование и сооружение стратегической кольцевой железной дороги с выходом на Левый берег Днепра выше тогдашнего Киева. Новая линия пролегла от Святошина, долиной Сырца до Куренёвки и дальше через Днепр до Дарницы. Появились платформы «Сырец» и «Рубежовская».
После прокладки железной дороги долина Сырца потеряла первоначальный неприкасаемый вид, река частично взята в коллектор.